# نيكولا فرانكوفا
نيكولا فرانكوفا (بالتشيكية: Nikola Fraňková)‏ مواليد 7 فبراير 1988 في برنو، تشيكوسلوفاكيا، هي لاعبة كرة مضرب تشيكية. هي إحدى بطلات الجراند سلام. أعلى تصنيف لها في الفردي كان 249. أعلى تصنيف لها في الزوجي كان 157.

## النهائيات

### الفردي (1–4)
| الحصيلة | الرقم | التاريخ        | الدورة             | الأرضية | المنافس                 | النتيجة          |
| ------- | ----- | -------------- | ------------------ | ------- | ----------------------- | ---------------- |
| الوصافة | 1.    | 28 فبراير 2007 | بوخن، ألمانيا      | سجاد    | دانيكا كرستايتش         | 3-6 6-3 6–7(4–7) |
| الوصافة | 2.    | 3 مارس 2008    | مينسك، بيلاروسيا   | سجاد    | أنستازيا بافليوتشينكوفا | 0–6, 1–6         |
| الوصافة | 3.    | 11 مايو 2008   | ايرابواتو، المكسيك | صلبة    | ماريانا دوكي مارينيو    | 4–6, 6–3, 3–6    |
| الفوز   | 1.    | 12 سبتمبر 2011 | أنطاليا، تركيا     | صلبة    | فرانشيسكا ستيفنسون      | 6-4 6-3          |
| الوصافة | 4.    | 19 سبتمبر 2011 | أضنة، تركيا        | صلبة    | هسو تشيه يو             | 0–6, 5–7         |

## روابط خارجية
- نيكولا فرانكوفا على موقع رابطة محترفات التنس (الإنجليزية)
- نيكولا فرانكوفا على موقع الاتحاد الدولي لكرة المضرب (الإنجليزية)